# 큐브 엔터테인먼트
주식회사 큐브엔터테인먼트(큐브 엔터테인먼트, 영어: CUBE ENTERTAINMENT, INC.)는 대한민국의 연예기획사이다. 2008년 4월 설립되었으며  본사는 서울특별시 성동구 성수동2가 F2빌딩 7층에 위치하고 있다. 포미닛, 비스트, 나인우, 비투비, 펜타곤, 유선호, 아이들, LIGHTSUM, NOWZ 등의 아티스트를 배출하였다.
2013년 9월 주식회사 iHQ에 종속 기업으로 편입되었다가, 2020년 2월에 VT GMP에 다시 인수됐다.

## 특이사항
- 90년대 국내 대형기획사 중 하나인 대영AV(대영AV→포이보스→CJ E&M) 이사였으며, JYP엔터테인먼트 공동 창립자이자 전 대표인 홍승성 회장이 설립한 회사이다.
- JYP 엔터테인먼트 연습생들이 대거 옮겨왔다.
- 2014년 8월 자회사였던 큐브DC를 흡수 합병하였다.
- 2013년 9월 주식회사 iHQ가 큐브 엔터테인먼트의 지분 50.01%를 취득함으로써 지배력을 행사하게 되었다.[3]
- 2016년 3월 본사를 강남구 청담동에서 성동구 성수동2가로 이전
- 2016년 12월 큐브엔터, 신대남 대표이사 체제 변경[4][5]
- 2017년 2월 유니버설 뮤직 그룹 0% 보유주식등의 수 및 보유비율.[6]
- 2017년 2월 로엔 엔터테인먼트의 파트너쉽 계약을 체결하였다.[7]
- 2020년 2월 VT GMP가 iHQ의 보유 지분 30.61% 인수

## 현재 소속 연예인
| 소속 연예인 | 직업         | 구성원                                                           | 리더 | 데뷔   | 이전 구성원 |
| ----------- | ------------ | ---------------------------------------------------------------- | ---- | ------ | ----------- |
| 김새롬      | 방송인, 모델 | -                                                                | -    | 2004년 |             |
| 최희        | 방송인       | -                                                                | -    | 2010년 |             |
| 펜타곤      | 가수         | 신원                                                             | 후이 | 2016년 | 던          |
| 펜타곤      | 가수         | (타 기획사 소속) 후이, 진호, 홍석, 여원, 옌안, 유토, 키노, 우석  | 후이 | 2016년 | 던          |
| 권은빈      | 배우         | -                                                                | -    | 2016년 |             |
| 박미선      | 희극인       | -                                                                | -    | 1988년 |             |
| 아이들      | 가수         | 소연, 미연, 민니, 우기, 슈화                                     | 소연 | 2018년 | 수진        |
| 이상준      | 희극인       | -                                                                | -    | 2006년 |             |
| 이은지      | 희극인       | -                                                                | -    | 2014년 |             |
| 정지우      | 유튜버       | -                                                                | -    | 2020년 |             |
| LIGHTSUM    | 가수         | 상아, 초원, 나영, 히나, 주현, 유정                               | 상아 | 2021년 | 휘연, 지안  |
| 문승유      | 배우         | -                                                                | -    | 2018년 |             |
| 문수영      | 배우         | -                                                                | -    | 2017년 |             |
| 박도하      | 배우         | -                                                                | -    | 2023년 |             |
| NOWZ        | 가수         | 현빈, 윤, 연우, 진혁, 시윤                                       | 현빈 | 2024년 |             |
| POLARIX     | 가수         | 펜떠, 한결, 이준혁, 허세환, 양동화, 이다을, 자이, 샤오쯔헝, 신처 |      | 2025년 |             |
| 김민정      | 방송인       | -                                                                | -    | 2011년 |             |

## 이전 소속 연예인
- 신지훈
- 노지훈
- 비스트 (현: 하이라이트, 윤두준, 양요섭, 이기광, 손동운, 전: 하이라이트, 용준형)
- 장현승 (전: 비스트 멤버)
- 포미닛 (남지현, 허가윤, 전지윤, 현아, 권소현)
- 오예리
- 비
- 마리오
- G.NA
- 영지
- 정재윤
- 서민정
- M4M (Jimmy, Bin, Vinson, Alan)
- 박민하
- 서우
- 허경환
- 김기리
- 던 (펜타곤 전 멤버)
- 가을로 가는 기차 (지현, 수빈, 아영, 소미)
- CLC (오승희, 장승연, 최유진, SORN, 장예은, 엘키)
- 라이관린
- 수진 ((여자)아이들 전 멤버)
- 공서영
- 라잇썸 전 멤버 (휘연, 지안)
- 백서이
- 이혜지
- 이예림
- 이휘재
- 박선영
- 문수인
- 강세정
- 김진우
- 펜타곤 (진호, 후이, 홍석, 여원, 옌안, 유토, 키노, 우석)
- 비투비 (서은광, 이민혁, 이창섭, 임현식, 프니엘, 육성재)
- 나인우
- 조권
- 김경아
- 유선호
- 정일훈 (비투비 전 멤버)

## 연도별 배출 아티스트
| 연도 | 아티스트             | 형태         | 구성원                                               | 데뷔연도 | 공식색상                            | 팬클럽         | 리더   | 이전 구성원 |
| ---- | -------------------- | ------------ | ---------------------------------------------------- | -------- | ----------------------------------- | -------------- | ------ | ----------- |
| 2005 | 에디 신              | 솔로         | -                                                    | 2005     | -                                   | -              | -      | -           |
| 2007 | 영지                 | 솔로         | -                                                    | 2003     | -                                   | -              | -      | -           |
| 2008 | 마리오               | 솔로         | -                                                    | 2008     | -                                   | -              | -      | -           |
| 2009 | 포미닛               | 그룹 (5인조) | 남지현, 허가윤, 전지윤, 김현아, 권소현               | 2009     | 펄 바이올렛                         | 4NIA           | 남지현 | -           |
| 2009 | 비스트               | 그룹 (5인조) | 윤두준, 용준형, 양요섭, 이기광, 손동운               | 2009     | 다크 그레이                         | B2UTY          | 윤두준 | 장현승      |
| 2010 | G.NA                 | 솔로         | -                                                    | 2010     | 분홍                                | G.NI           | -      | -           |
| 2010 | 일레븐 메디컬 사운드 | 듀오         | 홍석민, 잔디                                         | 2010     | -                                   | -              | 홍석원 | -           |
| 2011 | 곽승남               | 솔로         | -                                                    | 2002     | -                                   | -              | -      | -           |
| 2012 | 비투비               | 그룹 (6인조) | 서은광, 이민혁, 이창섭, 임현식, 프니엘, 육성재       | 2012     | 슬로우 블루                         | Melody(멜로디) | 서은광 | 정일훈      |
| 2012 | 노지훈               | 솔로         | -                                                    | 2012     | -                                   | -              | -      | -           |
| 2013 | 신지훈               | 솔로         | -                                                    | 2013     | -                                   | -              | -      | -           |
| 2013 | 오예리               | 솔로         | -                                                    | 2013     | -                                   | -              | -      | -           |
| 2013 | M4M                  | 그룹 (4인조) | Jimmy, Alan, Vinson, Bin                             | 2013     | 검정, 금색                          | Formula        | Jimmy  | -           |
| 2014 | 비                   | 솔로         | -                                                    | 1998     | 회색                                | 구름           | -      | -           |
| 2015 | CLC                  | 그룹 (5인조) | 장승연, 오승희, 최유진, 장예은, 권은빈               | 2015     | 슈퍼노바, 로즈 버드 체리, 블루 스톤 | Cheshire       | 장승연 | 엘키, SORN  |
| 2016 | 펜타곤               | 그룹 (9인조) | 후이, 진호, 홍석, 신원, 여원, 옌안, 유토, 키노, 우석 | 2016     | 유니네이비                          | Universe       | 후이   | 이던        |
| 2017 | 조권                 | 솔로         | -                                                    | 2008     | 펄 블랙                             | I AM           | -      | -           |
| 2018 | 아이들               | 그룹 (5인조) | 소연, 미연, 민니, 우기, 슈화                         | 2018     | 네온 레드, 시크 바이올렛            | Neverland      | 소연   | 수진        |
| 2021 | LIGHTSUM             | 그룹 (6인조) | 상아, 초원, 나영, 히나, 주현, 유정                   | 2021     | -                                   | SUMIT          | 상아   | 휘연, 지안  |
| 2024 | NOWZ                 | 그룹 (5인조) | 현빈, 윤, 연우, 진혁, 시윤                           | 2024     | -                                   | DAY_AND        | 현빈   | -           |